# Snoqualmie Lake
Der Snoqualmie Lake ist ein See im King County im US-Bundesstaat Washington. Er ist eine Erweiterung des Taylor River und liegt eine kurze Strecke unterhalb des Deer Lake. Er ist der größte der drei Seen entlang des Oberlaufs des Taylor River.
Der See kann von Wanderern über den Snoqualmie Lake Trail erreicht werden, welcher etwa 300 Meter vom Taylor River Trail entfernt beginnt. Der Trail ist steil und enthält zahlreiche Ausspülungen; er erreicht den See zuerst am Abfluss, führt dann am Ufer entlang und setzt sich schließlich bis zum Deer Lake fort.
Der Taylor River stürzt, nachdem er den See verlassen hat, in einem recht großen Wasserfall über eine Steilwand zum Fuß des Tals hinunter. Der Trail passiert einen kleinen Teil der Wasserfälle.